# International Metro Van
International Metro Van — фургон, виготовлений компанією International Harvester. Цей тип транспортного засобу, що масово вироблявся, зазвичай використовувався для доставки молока чи хлібобулочних виробів, а також для служб швидкої допомоги, мобільних офісів і мікроавтобусів із радіопередавачами. Як правило, це були 1/2-, 3/4- або 1-тонні панельні вантажівки, які дозволяли водієві стояти або сидіти під час керування транспортним засобом.
Варіанти включали пасажирський автобус під назвою Metro Coach, часткове шасі Metro з передніми секціями (для налаштування кінцевим користувачем) і вантажівку з кабіною під назвою «прохідна кабіна». Варіант вантажівки (також зване шасі з кабіною) може бути налаштований з окремою коробкою чи контейнером для транспортування вантажу або залишений відкритим для встановлення іншого обладнання, такого як ущільнювач для сміттєвоза або платформа з колом.

## Галерея

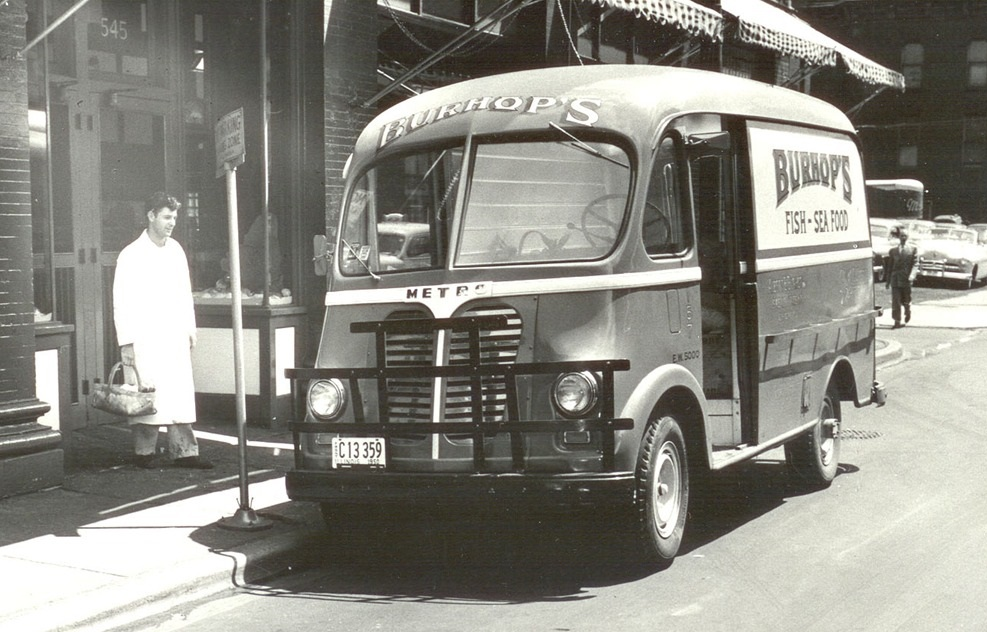
1950 LM-series Metro Van
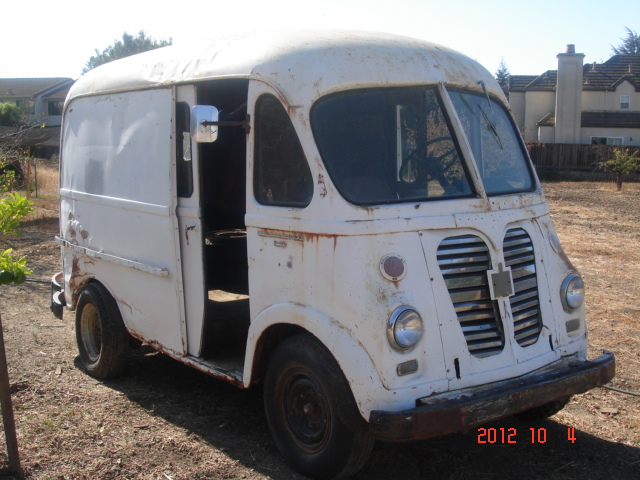
1957 S-series Metro van
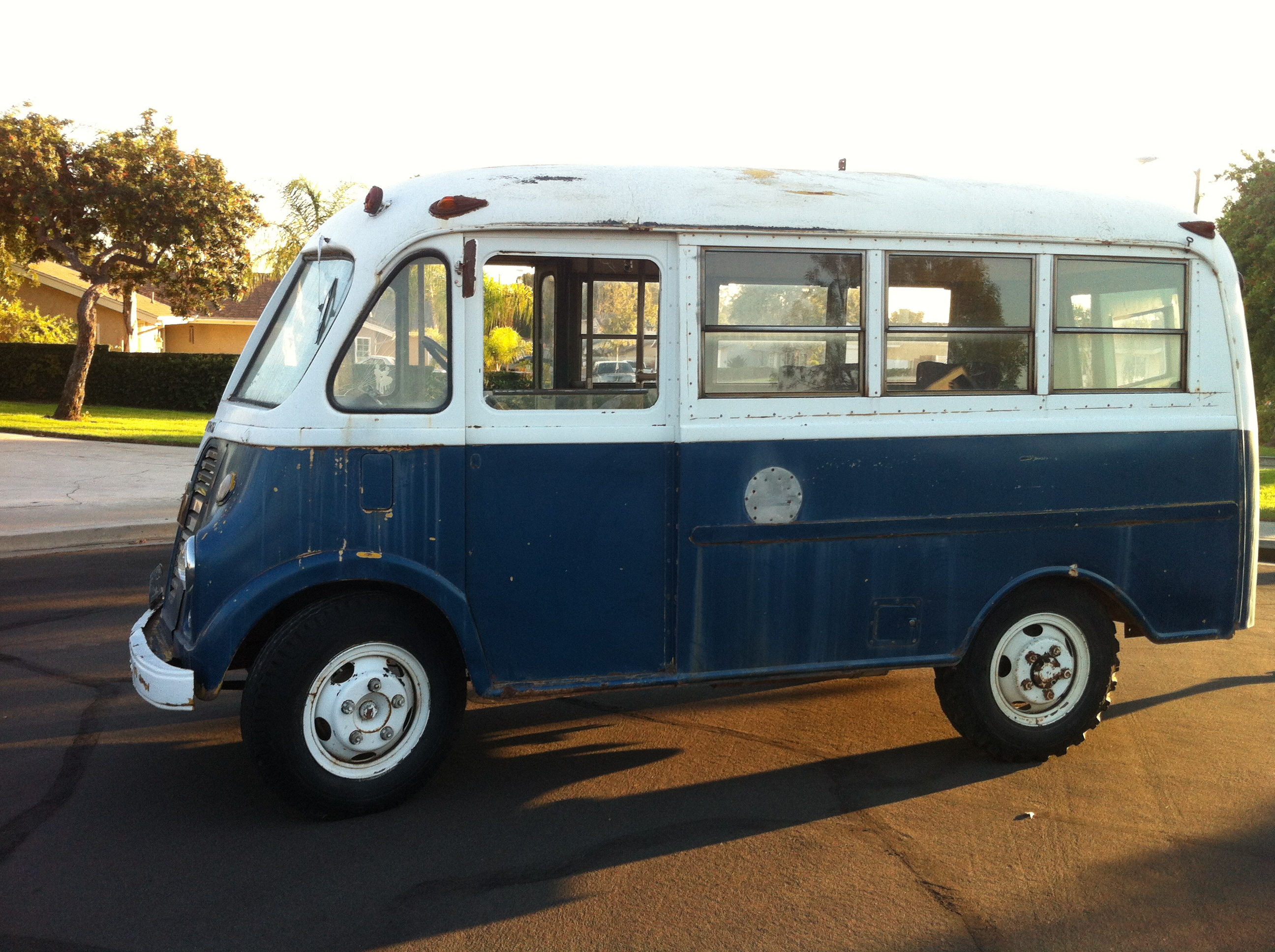
1960-62 A series Metro Coach
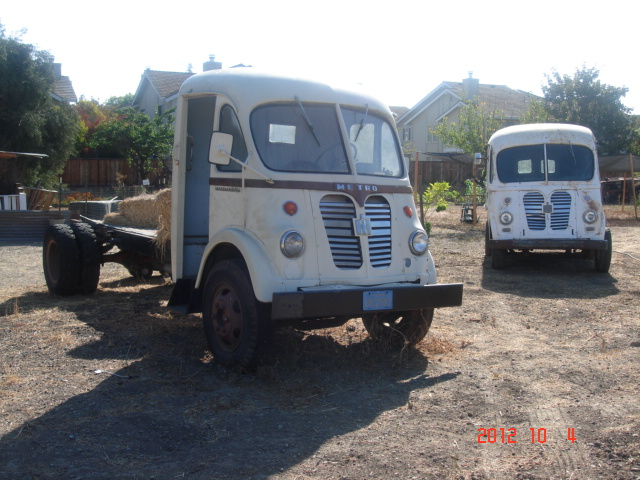
Вантажівка з прохідною кабіною